# ولادیمیر ساروخانیان
ولادیمیر ساروخانیان (ارمنی: Վլադիմիր Սարուխանյան؛ زادهٔ ۱۶ اوت ۱۹۸۹ در گیومری) بوکسور آماتور اهل ارمنستان که در دستهٔ سبک‌وزنِ مسابقات قهرمانی بوکس آماتوری اروپا در سال ۲۰۱۱ به مدال برنز دست یافت.